# Eon Productions
A EON Productions é a companhia responsável por produzir os filmes de James Bond (007), fundada em 1961 pelos falecidos produtores Albert R. Broccoli (1909-1996) e Harry Saltzman (1915-1994). Em 1975, Saltzman abandonou a empresa, após desentendimentos com o sócio. A partir de 1995, Michael G. Wilson e Barbara Broccoli, respectivamente, enteado e filha de Broccoli assumiram a produção dos filmes de 007.

## Filmografia da companhia
Além dos filmes do agente secreto, o estúdio também produziu a comédia Call Me Bwana (BR: Rififi no Safári/PT: ???), que não é muito conhecida. Três problemas judiciais atrasaram a produção de novos filmes de 007. O primeiro foi em 1975 (logo após o lançamento de The Man with the Golden Gun (BR: 007 Contra o Homem com a Pistola de Ouro/PT: 007 - O Homem com a Pistola Dourada)), quando Saltzman renunciou à United Artists (uma das co-produtoras da franquia, subsidiária da MGM) seus direitos sobre a série. O segundo ocorreu em 1990 (logo após o lançamento de Licence to Kill (BR: 007 - Permissão Para Matar/PT: 007 - Licença Para Matar)), quando os direitos sobre a personagem James Bond foram parar na justiça, envolvendo inclusive os herdeiros de Ian Fleming (o criador do agente). E o terceiro, foi outra disputa, pelos direitos sobre o Agente no Cinema (em 1999), envolvendo a MGM (co-produtora da franquia), a Sony (que é dona da Columbia, que produziu a comédia Cassino Royale e o produtor Kevin McClory (007 Contra a Chantagem Atômica (1965), e sua refilmagem, o não-oficial 007 - Nunca Mais Outra Vez (1983). No final, a Sony fez um acordo com a MGM, liberando os direitos sobre o Agente, e também o direito de adaptar o livro Cassino Royale, mais os direitos de distribuição da comédia Cassino Royale (1967) (só ressaltando que, a MGM já havia ganho os direitos de distribuição do filme Nunca Mais Outra Vez, em 1997, após adquirir judicialmente a Orion Pictures (que, ao lado da Warner Bros., co-produziu este filme, que concorreu com Octopussy)).

## Filmes
- Dr. No (1962) (BR: 007 Contra o Satânico Dr. No / PT: 007 - Agente Secreto) com Sean Connery
- Call Me Bwana (1963) (BR: Rififi no Safári / PT: ???) com Bob Hope
- From Russia With Love (1963) (BR: 007 - Moscou Contra 007 / PT: 007 - Ordem Para Matar) com Sean Connery
- Goldfinger (1964) (BR: 007 Contra Goldfinger / PT: 007 - Contra Goldfinger) com Sean Connery
- Thunderball (1965) (BR: 007 Contra a Chantagem Atômica / PT: 007 - Operação Relâmpago) com Sean Connery
- You Only Live Twice (1967) (BR: 007 - Com 007 Só se Vive Duas Vezes / PT: 007 - Só se Vive Duas Vezes) com Sean Connery
- Chitty Chitty Bang Bang (1968) (BR: O Calhambeque Mágico / PT: Chitty Chitty Bang Bang) com Dick Van Dyke
- On Her Majesty's Secret Service (1969) (BR: 007 A Serviço Secreto de Sua Majestade / PT: 007 - Ao Serviço de Sua Majestade) com George Lazenby
- Diamonds Are Forever (1971) (BR/PT: 007 - Os Diamantes São Eternos) com Sean Connery
- Live and Let Die (1973) (BR: 007 - Viva e Deixe Morrer / PT: 007 - Vive e Deixa Morrer) com Roger Moore
- The Man with the Golden Gun (1974) (BR: 007 Contra o Homem com a Pistola de Ouro / PT: 007 - O Homem com a Pistola Dourada) com Roger Moore
- The Spy Who Loved Me (1977) (BR: 007 - O Espião que me Amava / PT: 007 - Agente Irresistível) com Roger Moore
- Moonraker (1979) (BR: 007 Contra o Foguete da Morte / PT: 007 - Aventura no Espaço) com Roger Moore
- For Your Eyes Only (1981) (BR: 007 - Somente Para Seus Olhos / PT: Missão Ultra-Secreta) com Roger Moore
- Octopussy (1983) (BR: 007 Contra Octopussy / PT: 007 - Operação Tentáculo) com Roger Moore
- A View to a Kill (1985): (BR: 007 - Na Mira dos Assassinos / PT: 007 - Alvo em Movimento) com Roger Moore
- The Living Daylights (1987) (BR: 007 - Marcado Para a Morte / PT: 007 - Risco Imediato) com Timothy Dalton
- Licence to Kill (1989) (BR: 007 - Permissão Para Matar / PT: 007 - Licença Para Matar) com Timothy Dalton
- GoldenEye (1995) (BR: 007 Contra GoldenEye / PT: 007 - GoldenEye) com Pierce Brosnan
- Tomorrow Never Dies (1997) (BR/PT: 007 - O Amanhã Nunca Morre) com Pierce Brosnan
- The World Is Not Enough (1999) (BR: 007 - O Mundo Não é o Bastante / PT: 007 - O Mundo Não Chega) com Pierce Brosnan
- Die Another Day (2002) (BR:007 - Um Novo Dia Para Morrer / PT: 007 - Morre Noutro Dia) com Pierce Brosnan
- Casino Royale (BR/PT: 007 - Cassino Royale) (2006) com Daniel Craig
- Quantum Of Solace (2008) (BR/PT:007 - Quantum Of Solace) com Daniel Craig
- Skyfall (2012) (BR: 007 - Operação Skyfall) com Daniel Craig
- SPECTRE (2015) (BR: 007 Contra SPECTRE/PT: 007 Spectre) com Daniel Craig

## Outras produções
- James Bond in India (1983) - diário de produção do filme Octopussy (filmado parcialmente na Índia), com Roger Moore.
- A View to a Kill (videogame) (1983) - videogame baseado no filme com Roger Moore.
- James Bond 007: A View to a Kill (1983) - outro videogame baseado no filme com Roger Moore.
- Thunderball Boat Show Promo (2006) - versão editada do diretor do filme com Sean Connery, lançada diretamente em vídeo.